# Coccidiphila
Coccidiphila är ett släkte av fjärilar som beskrevs av Aleksandr Sergeievich Danilevsky 1950. Coccidiphila ingår i familjen brokmalar, Momphidae.

## Dottertaxa tillCoccidiphila, i alfabetisk ordning[1]
|  | Coccidiphila gerasimovi   |
|  | Coccidiphila ledereriella |